# Nesocordulia spinicauda
Nesocordulia spinicauda är en trollsländeart som beskrevs av Martin 1902. Nesocordulia spinicauda ingår i släktet Nesocordulia och familjen skimmertrollsländor. Inga underarter finns listade i Catalogue of Life.